# Plänterwald

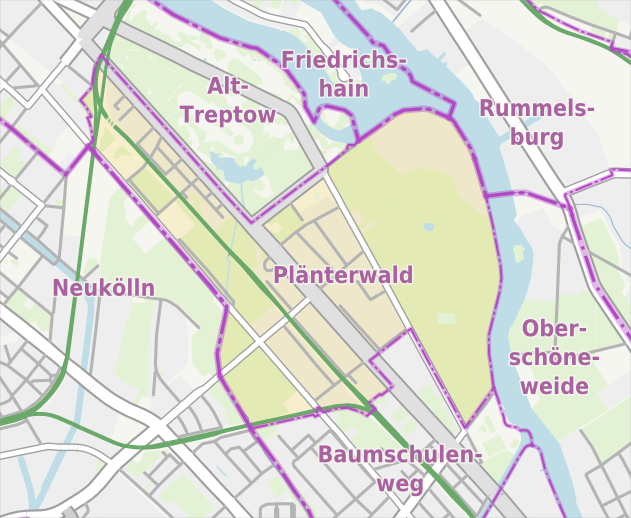
Mappa del quartiere

Plänterwald è un quartiere (Ortsteil) di Berlino, appartenente al distretto (Bezirk) di Treptow-Köpenick.